# Detentionsrätt
Detentionsrätt är en juridisk term för den rätt som en avtalspart har att innehålla sin egen prestation när den andra parten inte fullgör sin prestation enligt avtalet.